# Clemens Pagenstert
Bernard Clemens Pagenstert (* 15. November 1860 in Bokern bei Lohne; † 25. Dezember 1932 in Vechta) war ein deutscher Gymnasiallehrer, Geistlicher und Heimatforscher.

## Leben
Pagensterts Eltern waren der Landwirt Clemens Pagenstert († 1879) und dessen Ehefrau Maria Anna geb. Kokenge († 1895). Er besuchte von 1873 bis 1882 das Gymnasium Antonianum Vechta und studierte nach der Reifeprüfung Theologie an der Universität Innsbruck. Seine Priesterweihe empfing Pagenstert am 28. September 1886 in Brixen in Südtirol, zu der Zeit noch Teil Österreich-Ungarns. Um im Schuldienst tätig werden zu können, studierte Pagenstert anschließend auch noch klassische Philologie an den Universitäten Berlin und Münster. 1891 wurde er in Münster promoviert und legte 1892 das erste Staatsexamen ab. In der Folge war er als Seelsorger und im Schuldienst tätig. 1887 wurde er Kaplan an der Privatkapelle auf der Burg Hülshoff, 1889 Vikar in Roxel bei Münster und 1895 Domvikar. Ab 1892 leitete er kommissarisch die Höhere Bürgerschule in Hüls (Krefeld). Danach war er wiederum als Kaplan an St. Matthias in Berlin, Ortsteil Schöneberg und unterrichtete gleichzeitig an der Charlottenschule Berlin. 1894–1895 lehrte er an der Bischöflichen Studienanstalt zu Gaesdonck und war anschließend ab Herbst 1896 Lehrer am Gymnasium Antonianum in Vechta. 1897 wurde er zum Oberlehrer und 1908 schließlich zum Professor ernannt. Seit 1898 war Pagenstert außerdem Hausgeistlicher der Kongregation der Schwestern Unserer Lieben Frau im Marienhein in Vechta. Am 16. November 1916 erhielt er für seine Verdienste das Friedrich-August-Kreuz II. Klasse und 1922 erfolgte dann noch die Ernennung zum Studienrat. 1924 trat er in den Ruhestand. 

## Regionalgeschichtsforschung
Schon früh wandte sich Pagenstert auch der Geschichte des Oldenburger Münsterlandes zu und veröffentlichte zunächst zwei für Unterrichtszwecke bestimmte kleinere Schriften zur Heimatkunde Vechtas und zur Geschichte des Großherzogtums. Es folgten mehrere Aufsätze im Oldenburger Jahrbuch. Pagenstert widmete sich dann Untersuchungen zur Hof- und Familiengeschichte im Oldenburgischen Münsterland. Sein Hauptaugenmerk lag dabei in der Wahrung von traditionellen Werten, Religion und Sitte im ländlichen Raum. Dazu dienten auch seine zahlreichen Aufsätze in den Heimatbeilagen verschiedener Regionalzeitungen, mit denen er zur Popularisierung der Regionalgeschichte beitrug.

## Werke (Auswahl)
- Grundriß der Geschichte des Großherzogtums Oldenburg. Vechta. 1898. 2. Auflage: 1905.
- Heimatkunde von Vechta. Vechta. 1902. 2. Auflage: 1905.
- Die Bauernhöfe im Amte Vechta. Vechta. 1908. 2. Auflage: 1976.
- Die ehemaligen Kammergüter in den Ämtern Cloppenburg und Friesoythe. Vechta. 1912.
- Lohner Familien. Vechta. 1927. 2. Auflage: Dinklage. 1975.